# Pronksteelboleet
De pronksteelboleet (Caloboletus calopus) is een paddenstoel uit de familie Boletaceae.
De paddenstoel staat op de Nederlandse rode lijst en is rauw giftig, en anders door zijn bitterheid oneetbaar. De pronksteekboleet komt voor in oude beukenlanen op zure voedselarme zand- en leemgronden.

## Kenmerken
Hoed
Forse boleet met tot 20 cm brede, grijze tot donkergrijze, viltige hoed die naar de rand vaak wat bleker is.
Steel
Steel gewoonlijk buikig, maar ook wel cilindrisch, bleek geel aan de top, daaronder rood, met een uitgesproken en opvallend rood net, vooral in het middelste deel.
Buisjes en poriën
Buisjes gelig, blauw verkleurend bij kneuzing. Poriën heel klein, minder dan 0,5 mm, rond, geel, blauw verkleurend bij kneuzing. 
Vlees
Vlees wit, stevig, langzaam blauw verkleurend bij kneuzing, erg bitter.

## Verspreiding
In Nederland komt de pronksteelboleet zeldzaam voor. Hij staat op de rode lijst in de categorie 'bedreigd'.